# ديل غاردنر
ديل غاردنر (بالإنجليزية: Dale Gardner)‏ (و. 1948 – 2014 م) هو ضابط، ورائد فضاء من الولايات المتحدة الأمريكية . ولد في فيرمونت، مينيسوتا .
توفي في كولورادو .

## ريادة الفضاء
شارك في المهمات الفضائية:
- STS-8
- STS-51-A.

## التعليم
تعلم في جامعة إلينوي، وجامعة إلينوي في إربانا-شامبين

## الخدمة العسكرية
خدم في بحرية الولايات المتحدة.

## جوائز
حصل على جوائز منها:
- جائزة الشجاعة طيران.